# Dub-I-Dub
«Dub-I-Dub» — песня, записанная датским музыкальным дуэтом Me & My. Сингл был выпущен в сентябре 1995 года с одноименного альбома. Песня достигла первого места в Дании и стала популярной во многих европейских странах, войдя в «Топ-10 хитов» в Швеции, Бельгии, Венгрии, Исландии, Италии и Испании.

## Ремиксы
На сингл было записано множество ремиксов и он был включен в крупнейший сборник хитов, «The Ultimate Collection», выпущенный в 2007 году. Песня была использована в видеоиграх, таких как Dance Dance Revolution 2ndMix, Dancing Stage EuroMix, Dance Dance Revolution Party Collection, и Dance Dance Revolution X.

## Критика
Ларри Флик из Billboard написал, что любителям танцевальной музыки в европейском стиле понравится эта песня. Он прокомментировал:
Этот милый и задорный дуэт резвится в энергичном джеме с заразительным ликованием. Впервые выпущенный в Дании в начале этого года, этот трек уже завоевал огромную аудиторию от клубов до радиостанций по всему миру и похоже, США, в не меньшем восторге от него. Некоторые песни передают беззаботное веселье лета ... этот трек один из таких.

## Чарты
Трек Dub-I-Dub стал успешным во многих европейских странах, достигнув первого места в Дании. Он вошел в «Топ-10 хитов» в Швеции, Бельгии, Венгрии, Исландии, Италии и Испании. Кроме того, он также вошел в «Топ-20 хитов» в Финляндии, Швейцарии, Норвегии и Австрии. В Великобритании сингл достиг только 148-го места в UK Singles Chart. В чарте European Hot 100 Singles трек достиг 28-го места. За пределами Европы он занял 2-е место в танцевальном чарте RPM в Канаде и стал хитом в Израиле, достигнув 8-го места. В Австралии песня достигла 135-го места.
Сингл стал платиновым в Дании.

## Видеоклип
Режиссёром видеоклипа стал Питер Равн. В нём дуэт Me & My выступают в роли доярок, парикмахеров и медсестёр. Видео было загружено на YouTube в феврале 2009 года. По состоянию на март 2023 года клип набрал более 9,7 миллионов просмотров.

## Списки треков
| CD single 1. "Dub I Dub" (radio mix) – 3:21 2. "Dub I Dub" (club remix) – 5:19 CD maxi 1. "Dub-I-Dub" (radio mix) – 3:21 2. "Dub-I-Dub" (MG radio remix) – 4:06 3. "Dub-I-Dub" (club remix) – 5:19 4. "Dub-I-Dub" (underground dub) – 5:32 5. "Dub-I-Dub" (boomin' club remix) – 6:24 12" maxi 1. "Dub-I-Dub" (extended version) – 4:30 2. "Dub-I-Dub" (club remix) – 5:18 3. "Dub-I-Dub" (underground dub) – 5:32 4. "Dub-I-Dub" (boomin' club remix) – 6:24 | CD single - Promo 1. "Dub-I-Dub" (radio mix) – 3:21 12" maxi - Promo 1. "Dub-I-Dub" (Diddy's Indian summer mix) – 6:04 2. "Dub-I-Dub" (club remix) – 5:18 3. "Dub-I-Dub" (Madame X mix) – 8:56 4. "Dub-I-Dub" (Andy Allder mix) – 6:39 |

## Рейтинг
| Чарт(1995–96)                        | Позиция |
| ------------------------------------ | ------- |
| Australia (ARIA Charts)              | 135     |
| Austria (Ö3 Austria Top 40)          | 11      |
| Belgium (Ultratop 50 Flanders)       | 5       |
| Belgian (Ultratop 50 Wallonia)       | 9       |
| Canada Dance (RPM)                   | 2       |
| Denmark (Tracklisten)                | 1       |
| Europe (Eurochart Hot 100 Singles)   | 28      |
| Finland (Suomen virallinen lista)    | 16      |
| France (SNEP)                        | 43      |
| Germany (Media Control Charts)       | 37      |
| Hungary (Mahasz)                     | 6       |
| Iceland (Íslenski Listinn Topp 40)   | 6       |
| Israel (Israel Top-30)               | 8       |
| Italy (FIMI)                         | 6       |
| Нидерланды (Dutch Top 40)            | 27      |
| Netherlands (Mega Top 100)           | 25      |
| Norway (VG-lista)                    | 12      |
| Spain (AFYVE)                        | 10      |
| Sweden (Sverigetopplistan)           | 2       |
| Switzerland (Schweizer Hitparade)    | 14      |
| UK Singles (Official Charts Company) | 148     |

| Чарт(1995)                         | Позиция |
| ---------------------------------- | ------- |
| Belgium (Ultratop 50 Flanders)     | 51      |
| Belgium (Ultratop Wallonia)        | 69      |
| Europe (Eurochart Hot 100)         | 84      |
| Iceland (Íslenski Listinn Topp 40) | 94      |
| Italy (Hit Parade Italia)          | 62      |
| Netherlands (Dutch Top 40)         | 209     |
| Sweden (Sverigetopplistan)         | 52      |

| Регион | Сертификация | Продажи |
| --- | ------------ | ------- |
| Дания (IFPI Danmark) | Платиновый   | 8000^   |
| * Данные о продажах приведены только на основе сертификации. ^ Данные о тиражах приведены только на основе сертификации. |              |         |